# The Three Gamblers
The Three Gamblers è un cortometraggio muto del 1913 diretto da Gilbert M. 'Broncho Billy' Anderson.

## Produzione
Il film fu prodotto da Gilbert M. 'Broncho Billy' Anderson per la Essanay Film Manufacturing Company. Venne girato in California, a Niles, cittadina che era diventata la base per i film western della Essanay, casa cinematografica la cui sede principale restava a Chicago.

## Distribuzione
Distribuito dalla General Film Company, il film - un cortometraggio in due bobine - uscì nelle sale cinematografiche USA il 12 dicembre 1913.